# !!!
!!! (Chk Chk Chk) – amerykański zespół indie rockowy założony w Sacramento w 1996 roku.
Przy wymawianiu nazwy zespołu w miejscu trzech wykrzykników powinno się trzykrotnie wymówić dowolny jednozgłoskowy dźwięk.

## Skład

### Obecni członkowie zespołu
- Nic Offer – frontman, wokal, gitara, instrumenty klawiszowe, miksowanie (od 1996);
- Mario Andreoni – gitara, gitara basowa, instrumenty klawiszowe, perkusja, wokal, miksowanie) (od 1996);
- Rafael Cohen – gitara, gitara basowa, instrumenty klawiszowe, wokal (od 2010);
- Dan Gorman – trąbka, perkusja, instrumenty klawiszowe (od 1996);
- Paul Quattrone – bębny (od 2008);
- Allan Wilson – saksofon, perkusja, instrumenty klawiszowe, wokal (od 1996).

### Byli członkowie zespołu
- Mike Guis – bębny (1996–2001, zmarły w 2005);
- Jerry Fuchs – bębny (od 2007 do śmierci w 2009);
- Tyler Pope – gitara, gitara basowa, instrumenty klawiszowe, bębny, programowanie bębnów, perkusja, wokal, miksowanie (1996–?);
- John Pugh – bębny, perkusja, wokal, gong (2001–2007);
- Jason Racine – perkusja (2003);
- Justin Vandervolgen – gitara basowa, wokal, miksowanie (1996–2007).

## Dyskografia

### Albumy
- !!! (2000)
- Louden Up Now (2004)
- Myth Takes (2007)
- Strange Weather, Isn't It? (2010)
- THR!!!ER (2013)
- As If (2015)
- Shake the Shudder (2017)

### EP
- Lab Series Vol. 2  (1999, razem z Out Hud)
- !!! [aka Free Bonus CD] (2004)
- Live Live Live (2004, tylko w Japonii)
- The Moonlight EP (2007)
- Daytrotter Session (2013)
- R!M!X!S (2013, remiksy)

### Single
- The Dis-Ease / The Funky Branca (1998)
- Me and Giuliani Down by the Schoolyard (A True Story) (2003)
- Pardon My Freedom (2004)
- Hello? Is This Thing On? (2004)
- Take Ecstasy With Me / Get Up (2004)
- Heart of Hearts (2007)
- Must Be The Moon (2007)
- Yadnus (2007)
- The Moon Must Be Revisited (2009)
- AM/FM (2010)
- The Most Certain Sure (2010)
- Jamie, My Intentions Are Bass (2010)
- Californiyeah (2013)
- Slyd (2013)
- One Girl / One Boy (2013)
- And Anyway It's Christmas (2013)
- All U Writers / Gonna Guetta Stomp (2015)
- Freedom '15 (2015)
- Ooo (2015)
- I Feel So Free (2016)
- The One 2 (2017)
- Dancing is the Best Revenge (2017)